# Pararge fentoni
Pararge fentoni är en fjärilsart som beskrevs av Butler 1877. Pararge fentoni ingår i släktet Pararge och familjen praktfjärilar. Inga underarter finns listade i Catalogue of Life.